# Kampsville
Kampsville é uma vila localizada no estado americano de Illinois, no Condado de Calhoun.

## Demografia
Segundo o censo americano de 2000, a sua população era de 302 habitantes.
Em 2006, foi estimada uma população de 299, um decréscimo de 3 (-1.0%).

## Geografia
De acordo com o United States Census Bureau tem uma área de
3,2 km², dos quais 2,6 km² cobertos por terra e 0,6 km² cobertos por água.

## Localidades na vizinhança
O diagrama seguinte representa as localidades num raio de 20 km ao redor de Kampsville.